# Mezoarchaikum
Az mezoarchaikum a 3200 millió évvel ezelőtt kezdődött földtörténeti időszak, ami 2800 millió évvel ezelőttig tartott. (A kezdeteként megadott időpontot a Nemzetközi Rétegtani Bizottság hivatalosan is elfogadja.) Ez az idő az archaikum eon harmadik ideje, ez követi a paleoarchaikum időt. Az mezoarchaikumot követő idő a neoarchaikum.
Neve a görög mésos (középső) és archaios (kezdeti) szavakból származik.
Ausztráliai fosszíliák bizonyítják, hogy a sztromatolitokat képező cianobaktériumok a mezoarchaikumban jelentek meg nagy mennyiségben a Földön. Az első szuperkontinens, a Vaalbara ezen időszak végéig, körülbelül 2,8 milliárd évvel ezelőttig darabolódott fel.